# Kostel svatého Ducha (Jihlava)
Kostel svatého Ducha je filiální kostel farnosti Jihlava – sv. Jakub a kulturní památka v Jihlavě. Postaven byl v roce 1572 jako hřbitovní kostel, původně ve stylu renesance a manýrismu, později byl barokně přestavěn.

## Popis
Kostel svatého Ducha volně stojí ve Smetanových sadech v centru Jihlavy, poblíž ulice Dvořákovy, Horáckého zimního stadionu, Manažerské akademie, gymnázia a Kina Dukla. Je majetkem Římskokatolické farnosti u kostela sv. Jakuba, Jihlava.
Kostel je orientovaný, má jednu loď. Za třípatrovým štítem je čtyřboká dřevěná věž s plechovým opláštěním.

## Historie
Kostel svatého Ducha byl postaven v roce 1572 na novém městském hřbitově, zřízeném roku 1559. Jeho původním patronem byla svatá Trojice, avšak svatý Duch se jím stal ještě v průběhu 16. století. Při vpádu Švédů byl kostel velmi poškozen. Obnoven byl strahovskými premonstráty roku 1661 ve stylu manýrismu. Sloupový štít s volutovými křídly a nová věž byly zbudovány v roce 1720.
Přilehlý starý hřbitov byl zrušen v roce 1868. Hřbitovní zdi byly strženy roku 1891 a někdejší hřbitov se začal měnit v park. Nákladem města, jež se stalo vlastníkem zrušeného starého hřbitova, byl kostel podle projektu architekta Richarda Völkla novobarokně upraven. Dalších oprav se dočkal ve 30. a v 90. letech 20. století.